# Union Douala
Union Sportive de Douala är en fotbollsklubb från Yaoundé i Kamerun, bildad 1955. 
Klubben har vunnit den kamerunska ligan fem gånger, den senaste 2012 och kamerunska cupen sex gånger, senast 2006.
Union Douala har även vunnit Afrikanska Champions League en gång, 1979.

## Kända spelare
Se också Spelare i Union Douala
- Joseph-Antoine Bell
- André Kana-Biyik